# Duge Njive (Vrgorac)
Duge Njive falu Horvátországban, Split-Dalmácia megyében. Közigazgatásilag Vrgorachoz tartozik.

## Fekvése
Makarskától légvonalban 18, közúton 22 km-re délkeletre, községközpontjától légvonalban 12, közúton 15 km-re nyugatra, Közép-Dalmáciában, a Biokovo-hegység délkeleti előterében, az A1-es autópályától délre fekszik.

## Története
Duge Njive a 17. század végén a török uralom végével a környező településekkel együtt népesült be. A betelepülők ferences szerzetesek vezetésével főként a szomszédos Hercegovinából érkeztek. A település neve hosszú szántóföldet jelöl. A lakosság főként földműveléssel és állattartással foglalkozott. A zavojanei plébániát 1696-ban alapították, melynek Duge Njive is a része lett. A velencei uralomnak 1797-ben vége szakadt és osztrák csapatok vonultak be Dalmáciába. 1806-ban az osztrákokat legyőző franciák uralma alá került, de Napóleon lipcsei veresége után 1813-ban újra az osztrákoké lett. 1880-ban 57, 1910-ben 246 lakosa volt. 1918-ban az új Szerb-Horvát-Szlovén Állam, majd később Jugoszlávia része lett. Röviddel a Független Horvát Állam megalakulása után 1941. április 17-én olasz csapatok vonultak be a vrgoraci területre. 1942. június 15-én rövid időre elfoglalták a partizánok, majd visszavonultak a Biokovo-hegységbe. Az olasz csapatok védelmét élvező csetnikek még ez évben a község több településén gyújtottak fel házakat és végeztek ki embereket, főleg nőket, gyermekeket és öregeket. Az anyakönyv szerint Duge Njive embervesztesége 30 fő volt. Olaszország kapitulációja után 1943-ban német csapatok szállták meg a vidéket. 1944. október 24-én a németek kivonultak és két nappal később Vrgorac környéke felszabadult. A település a háború után a szocialista Jugoszláviához került. 1991 óta a független Horvátországhoz tartozik. 2011-ben 105 lakosa volt.

## Lakosság
| Lakosság változása | Lakosság változása | Lakosság változása | Lakosság változása | Lakosság változása | Lakosság változása | Lakosság változása | Lakosság változása | Lakosság változása | Lakosság változása | Lakosság változása | Lakosság változása | Lakosság változása | Lakosság változása | Lakosság változása | Lakosság változása |
| ------------------ | ------------------ | ------------------ | ------------------ | ------------------ | ------------------ | ------------------ | ------------------ | ------------------ | ------------------ | ------------------ | ------------------ | ------------------ | ------------------ | ------------------ | ------------------ |
| 1857               | 1869               | 1880               | 1890               | 1900               | 1910               | 1921               | 1931               | 1948               | 1953               | 1961               | 1971               | 1981               | 1991               | 2001               | 2011               |
| 0                  | 0                  | 57                 | 134                | 159                | 246                | 0                  | 0                  | 338                | 290                | 301                | 265                | 192                | 145                | 128                | 105                |

(Lakosságát 1857-ben, 1921-ben és 1931-ben Vlakához, 1869-ben pedig Dragljanéhez számították.)

## Nevezetességei
A Béke királynője tiszteletére szentelt római katolikus temploma 1992-ben épült. Felszentelését 1992. szeptember 27-én Petar Šolić split-makarskai segédpüspök végezte. A templom betonból épült, csupán a homlokzatot burkolták kövekkel. A homlokzat feletti harangtorony is betonból készült, benne két harang látható.